# Alfredo Napoleão

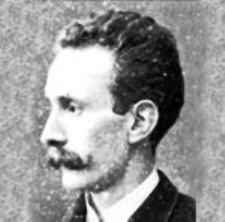
Alfredo Napoleão (1852 - 1917).

Alfredo Napoleão (Porto, 31 de janeiro de 1852 – Lisboa, 20 de novembro de 1917) foi um compositor e pianista de música portuguesa e brasileira. Seus irmãos, Arthur Napoleão e Aníbal Napoleão, também foram pianistas e compositores.